# Romersk kursivskrift

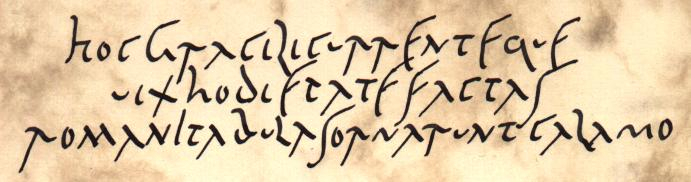
Exempel på äldre romersk kursivskrift

Romersk kursivskrift var den form av kursiverade handskrift som användes i romerska riket. Den yngre, mer informella varianten användes i viss mån en bit in i medeltiden. 

## Äldre romersk kursivskrift
Äldre romersk kursivskrift, även kallad kursiv majuskelskrift, var den romerska vardagsskriften som användes för brevskrivning, av handelsmän för bokföring, skolbarn som lärde sig det romerska alfabetet och till och med kejsare när de i fält delade ut order. En mer formell och kantig variant existerade som utgick från kvadratisk kapitalskrift. Den äldre kursivskriften var som mest i bruk 100-talet f.Kr.-200-talet e.Kr. men är förmodligen betydligt äldre.
Liksom denna skrift är svår att läsa för oss idag uppfattades den som svårläst även av antikens romare[källa behövs]. Skriften använder sig flitigt av ligaturer och många bokstäver är helt oigenkännliga. a ser ut som ett modernt, kursivt r; b och d är i princip identiska; e består av två parallella linjer; r och t liknar varandra; och v ser ut som en upphöjd rät linje.
| Komikern Plautus refererar i sin Pseudolus till de kursiva bokstävernas oläslighet i en scen där slaven Pseudolus hånar det brev som hans herre Calidorus tagit emot av sin älskarinna: |                                                                                  | |
| Calidorus: | Cape has tabellas, tute hinc narrato tibi quae me miseria et cura contabefacit.  | Tag detta brev och föreställ dig det elände och de bekymmer som tynger mig.                                            |
| Pseudolus: | Mos tibi geretur. Sed quid hoc, quaeso?                                          | Den tjänsten ska jag göra dig. Men säg mig: vad är detta?                                                              |
| Calidorus: | Quid est?                                                                        | Vad är fel? |
| Pseudolus: | Ut opinor, quaerunt litterae hae sibi liberos: alia aliam scandit.               | Enligt min åsikt, försöker dessa bokstäver göra barn - den ena bestiger den andra.                                     |
| Calidorus: | Ludis iam ludo tuo?                                                              | Hånar du mig med dina sarkasmer?                                                                                       |
| Pseudolus: | Has quidem pol credo nisi Sibylla legerit, interpretari alium posse neminem.     | Det skulle krävas en sibylla för att tyda dessa tecken, ingen annan kan förstå dem.                                    |
| Calidorus: | Cur inclementer dicis lepidis litteris lepidis tabellis lepida conscriptis manu? | Varför talar du så nedsättande om dessa kära små bokstäver på denna kära skrivtavla, skrivna av dessa kära små händer? |
| Pseudolus: | An, opsecro hercle, habent quas gallinae manus? Nam has quidem gallina scripsit. | Vid Herkules, har hönor händer? Bara en höna kan ha skrivit detta.                                                     |
| (Plautus, Pseudolus, 21-30) |                                                                                  | |

## Yngre romersk kursivskrift
Yngre romersk kursivskrift, även kallad kursiv minuskelskrift, utvecklades ur den äldre varianten och användes omkring 200-600. Denna variant är mer lättläslig idag, till exempel känner vi lätt igen a, b, d och e, och tecknen är mer proportionerliga och placerade på enda linje. Det var den skrift som användes i vissa domstolar i slutet av senantiken och början av medeltiden.
Förmodligen har uncialskriften och halvuncialskriften utvecklats från denna den yngre romerska kursivskriften - vilket är särskilt tydligt hos bokstäverna a, g, r och s. Enligt Jan-Olof Tjäder har den dessutom utövat något inflytande på samtliga medeltidens bok- och handskrifter.